# Tomasi Puapua
Tomasi Puapua (1938. szeptember 10. –) Tuvalui politikus. 1981 és 1989 között Tuvalu  ország miniszterelnöke, 1998 és 2003 között az ország főkormányzója volt. Miniszterelnökként Bikenibeu Paeniu, főkormányzóként Faimalaga Luka követte.
1. ↑  The London Gazette 55162 pp. B41
2. ↑  The London Gazette. The London Gazette 56746  pp. 13557